# Констанция (графиня Вьенна)
Констанция (фр. Constance de Vienne, умерла после мая 963) — графиня Вьенна (после января 962 — после мая 963), вероятно, дочь графа Вьенна Карла Константина и Тетберги де Труа, жена графа Арля Бозона II.

## Биография
Происхождение Констанции точно неизвестно, но предполагается, что она была дочерью графа Вьенна Карла Константина. Некоторые исследователи считают её сестрой или племянницей Карла Константина, хотя последняя версия маловероятна. Констанция около 942/948 года вышла замуж за Бозона II Арльского и в браке родила двух сыновей, которые впоследствии стали маркизами Прованса. Её предполагаемый отец, Карл Константин, скончался после января 962 года. Если эта версия её отцовства верна, то графство Вьенн унаследовала Констанция. В последний раз она упоминается в мае 963 года. После смерти Констанции графство Вьенн перешло к её сыновьям, став частью графства Прованс.

## Брак и дети

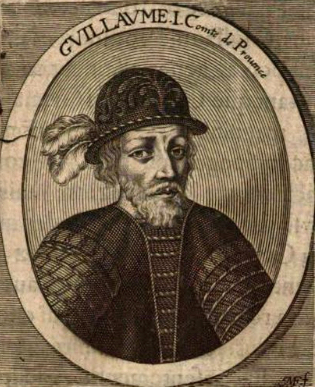
Младший сын Констанции — Гильом I Освободитель

Муж с 942/948: Бозон II (926 — октябрь 965/967), граф Арля. Дети:
- Ротбальд I (ум. 1008) — граф Прованса с 968, маркиз Прованса с 993
- Гильом I Освободитель (ок. 955 — 993, после 29 августа, Авиньон) — граф Авиньона с 962, граф Прованса с 972, маркиз Прованса с 979
- Понс (ум. после мая 963)